# Nostalgia, Ultra
Nostalgia, Ultra è il primo mixtape del cantante statunitense Frank Ocean, pubblicato il 18 febbraio 2011.
Ocean fu ispirato per la creazione del mixtape dopo che si trasferì a Los Angeles a causa dell'uragano Katrina che colpì la sua città natale. Dopo l'adesione al gruppo alternative hip hop Odd Future alla fine del 2009, pubblicò indipendentemente il progetto. Il mixtape è stato notato per i suoi temi surreali, il suo R&B esclusivo ed estetico e per il valore nostalgico dei testi. I temi si concentrano principalmente sulle relazioni interpersonali, sulla riflessione personale e sulla critica sociale. Dopo la sua pubblicazione, il mixtape ricevette il plauso generale della critica musicale, ricevendo un punteggio di 83% sull'aggregatore di recensioni Metacritic.

## Antefatti
Frank Ocean nacque a New Orleans, in Louisiana. Decise di crearsi una carriera musicale in giovane età, e come un adolescente, fece lavoretti in quartiere per poter finanziare le sue prime sessioni in studio. Dopo che l'uragano Katrina colpì la sua città natale, New Orleans, Ocean si trasferì a Los Angeles per poter continuare la propria carriera musicale. Inizialmente ebbe dei problemi per il mantenimento della propria carriera mentre si doveva destreggiare col lavoro, perché a causa del troppo tempo passato negli studi di registrazione Ocean andava al lavoro in ritardo. Cominciò a scrivere canzoni che vendeva ad altri artisti; vendette la sua prima composizione a Noel Gourdin all'età di 19 anni. Discutendo sul perché scelse di scrivere canzoni, Ocean disse che «mi sento ad un livello superiore di coscienza quando sono creativo».

## Tracce
1. Streetfighter – 0:22
2. Strawberry Swing – 3:55 (musica: Coldplay)
3. Novacane – 5:03 (musica: Tricky Stewart)
4. We All Try – 2:52 (musica: Happy Perez)
5. Bitches Talkin' (Metal Gear Solid) – 0:22 (musica: Radiohead)
6. Songs 4 Women – 4:13 (musica: Happy Perez)
7. LoveCrimes – 4:00 (musica: T-Wiz)
8. Goldeneye – 0:18
9. There Will Be Tears – 3:15 (musica: Mr Hudson & T-Wiz)
10. Swim Good – 4:17 (musica: Midi Mafia)
11. Dust – 2:31 (musica: Bei Maejor & T-Wiz)
12. American Wedding – 7:01 (musica: James Fauntleroy II)
13. Soul Calibur – 0:18
14. Nature Feels – 3:43 (musica: Andrew VanWyngarden & Ben Goldwasser)

Durata totale: 42:10
Note
- Strawberry Swing contiene un campionamento della canzone omonima dei Coldplay.
- Bitches Talkin' contiene un campionamento di Optimistic dei Radiohead.
- LoveCrimes contiene estratti del dialogo proveniente da Eyes Wide Shut.
- There Will Be Tears contiene un campionamento di There Will Be Tears interpretata da Mr Hudson.
- American Wedding contiene un campionamento di Hotel California degli Eagles.
- Nature Feels contiene un campionamento di Electric Feel interpretata dai MGMT.